# Uri yeopjib-e Exoga sanda
Uri yeopjib-e Exoga sanda (우리 옆집에 엑소가 산다?; lett. "Accanto a casa mia vivono gli Exo"), anche nota con il titolo internazionale Exo Next Door, è una webserie sudcoreana trasmessa su Naver TV Cast dal 9 aprile al 28 maggio 2015, avente per protagonisti l'attrice Moon Ga-young e la boy band Exo in una sua versione romanzata.
Al termine della trasmissione aveva ottenuto 50 milioni di visualizzazioni in Corea del Sud e altri sette Paesi asiatici, diventando così la webserie sudcoreana più vista su Naver TV Cast fino a quel momento. Successivamente è stata rimontata per realizzarne un film, che è stata venduto all'estero durante il 68º Marché du Film a Cannes. Si è aggiudicata due Korea Drama Award: miglior attore emergente e stella della hallyu al protagonista Park Chan-yeol.

## Trama
Ji Yeon-hee ha ventitré anni e nessuna esperienza con le relazioni in quanto è molto timida e tende ad arrossire ogni volta che parla con qualcuno che le piace. Quando Chanyeol, D.O., Baekhyun e Sehun degli Exo, la sua band preferita, si trasferiscono nella casa accanto alla sua per trascorrere un po' di tempo lontani dai riflettori, Yeon-hee viene assunta come domestica part-time per pulire la loro casa durante l'inverno. La ragazza scopre così che Chanyeol è il suo amico d'infanzia e cotta storica Chan, con cui aveva perso tutti i contatti, e rimane coinvolta in un triangolo amoroso con lui e D.O..

## Personaggi e interpreti
- Chanyeol, interpretato da Park Chan-yeol
- Ji Yeon-hee, interpretata da Moon Ga-young
- D.O., interpretato da Do Kyung-soo
- Baekhyun, interpretato da Byun Baek-hyun
- Sehun, interpretato da Oh Se-hun